# Škofija Rouyn-Noranda
Škofija Rouyn-Noranda je rimskokatoliška škofija s sedežem v Rouyn-Norandi (Kanada).

## Geografija
Škofija zajame področje 23.000 km² s 60.503 prebivalci, od katerih je 58.901 rimokatoličanov (97.4 % vsega prebivalstva).
Škofija se nadalje deli na 39 župnij.

## Škofje
- Jean-Guy Hamelin (29. november 1973-30. november 2001)
- Dorylas Moreau (30. november 2001-2019)